# Sandra Méndez Hernández
Sandra Méndez Hernández (Tultitlán de Mariano Escobedo, Estado de México; 9 de diciembre de 1977) es una política mexicana, escritora y maestra en Derecho. Es miembro del Partido Revolucionario Institucional. Ha sido diputada federal en dos ocasiones, en la LXI y en la LXIII Legislatura de la Unión de México, respectivamente. También ha sido Presidente municipal del Municipio de Tultitlán, Estado de México (2013-2015).

## Vida
El servicio político y público de Sandra Méndez empezó a la edad de 18 años, en 1995. Trabajó brevemente en el INEGI antes de convertirse en asistente electoral para el Instituto Electoral Federal; al mismo tiempo,  se convirtió en la Secretaria del Frente Juvenil Revolucionario, organización del PRI. Un año más tarde consiguió el grado como Licenciada en Derecho por la Universidad Mexicana y en 2001, alcanzó el grado de Maestra en Derecho.
En 1998, Sandra Méndez se convirtió en asesora legal del gobierno del municipio de Tultitlán. En el año 2000 fue asesora jurídica del DIF. Mientras tanto,  siguió asecendiendo rangos en el PRI. Fue nombrada la Presidente de Mujeres Jóvenes en Tultitlán misma que la llevó a presidir la misma organización a nivel estatal en el 2002. Durante este tiempo, también sirvió como asesora legal a dos empresas, Rivera y Asociados (2000-01) e Ingenieros Civiles y Asociados (es) (ICA).

### Carrera
En el 2013 fue elegida presidente municipal constitucional del Municipio de Tultitlán. Dos años después los electores la eligieron diputada federal para la LXIII Legislatura. Sirvió como presidente de la Comisión Jurisdiccional.